# Tropico
Tropico je počítačová hra typu tycoon pro operační systém Windows nebo Mac OS, vyrobená firmou PopTop Software v roce 2001 a distribuovaná sdružením Gathering of Developers. Hráč se v ní stává diktátorem tropického ostrova jménem Tropico v Karibském moři ve druhé polovině 20. století. Jeho úkolem je kompletně řídit chod celé země, zajistit její prosperitu a ochranu, starat se o blaho a spokojenost obyvatel a udržovat dobré vztahy s USA i se SSSR. V roce 2002 byl ke hře vydán datadisk Tropico: Paradise Island a v roce 2003 vyšlo nepřímé pokračování Tropico 2: Pirate Cove, ve kterém se však hráč již nestává diktátorem 20. století, ale správcem pirátského ostrova v 17. století.

## Ostrov

### Ekonomika
Hlavními zdroji příjmů Tropica jsou vývoz surovin a turistika. Suroviny jsou produkovány v postavených budovách: na farmách je možné pěstovat některou ze sedmi druhů plodin (obilí, tabák, káva, cukr, banány, ananas, papája), na rančích lze chovat dobytek nebo kozy, v dolech těžit železo, bauxit nebo zlato, v rybářských molech lovit ryby a v táboře dřevorubců kácet stromy a vyrábět z nich dřevo. Suroviny z budov odvážejí povozníci do přístavu, kde je přístavní dělníci nakládají na lodě. Z některých surovin lze v továrnách vyrábět zboží (rum z cukru, doutníky z tabáku, polena ze dřeva, šperky ze zlata, kávové a ananasové konzervy), které je pak při vývozu mnohem dražší než původní surovina.
Druhým zdrojem příjmů je turistika. Turisté připlouvají na jachtách, po postavení letiště také přilétají v letadlech. Dělí se do tří tříd (nízká, střední a vysoká) podle požadavků na kvalitu služeb a množství peněz, které mohou utratit. Po příletu na Tropico se turisté ubytovávají v hotelích a navštěvují turistické atrakce a zábavní podniky, v nichž utrácejí peníze.

### Politika
Na ostrově působí šest politických hnutí, stoupenci každého z nich mají rozdílné požadavky:
- kapitalisté – požadují prosperující ekonomiku postavenou na průmyslu nebo turistice, výstavbu banky, luxusní bydlení pro nejzámožnější občany a dostatek zábavních podniků, v nichž by mohli utrácet své peníze
- komunisté – požadují plnou zaměstnanost, nízké platové rozdíly mezi nejbohatšími a nejchudšími a dostatek levného bydlení pro všechny obyvatele
- militaristé – požadují silnou armádu a vysoké platy pro vojáky
- intelektuálové – požadují svobodu slova a demokracii a výstavbu škol a univerzit
- věřící – požadují kostely a katedrály, v nichž by mohli vykonávat bohoslužby
- ekologové – požadují čisté a pěkné životní prostředí

Každý občan potřebuje dostatek jídla, odpočinku, zábavy, lékařské péče a náboženských služeb. V závislosti na tom, zda a jak jsou tyto potřeby uspokojovány, roste nebo klesá jeho pocit štěstí a s ním i respekt k osobě prezidenta.
Jednou za 5 až 10 let lidé požadují volby. Jejich požadavek lze odmítnout, ale pak silně klesne jejich spokojenost. Pokud diktátor volby uspořádá, bude proti němu kandidovat jeden z občanů Tropica. Diktátor musí získat nadpoloviční většinu hlasů, jinak hra končí a hráč prohrál. Část hlasů je možné zmanipulovat, ale pokud se tak stane, svoboda na ostrově silně poklesne.
Občané, kteří jsou velmi nespokojení, mohou protestovat proti režimu nebo se dokonce vzbouřit a zaútočit na prezidentský palác. Jeho dobytí znamená konec hry. Nespokojení vojáci navíc mohou zorganizovat vojenský převrat.

### Zahraniční politika
V zájmu diktátora je udržovat dobré vztahy se Sovětským svazem i s USA. Vztahy se Sovětským svazem závisí na vztazích s komunistickým hnutím na ostrově, vztahy s USA závisí na vztahy s kapitalisty a míře svobody a demokracie. Vychází-li Tropico s některým z těchto států velmi dobře, může tento stát na ostrově postavit svou vojenskou základnu. Naopak velmi špatné vztahy mohou znamenat vojenskou invazi příslušné velmoci a konec hry.

### Rozhodování
Hráč může vykonávat v podstatě dvě skupiny rozhodnutí: stavbu budov a vydávání prezidentských nařízení. V postavených budovách je možné regulovat počet zaměstnanců a jejich plat, u většiny budov je možné nastavit určitý režim práce (např. co se bude pěstovat na farmách, jaká klientela bude vpouštěna do zábavních podniků apod.), případně dokoupit nějaké vylepšení.
Ve hře je deset typů budov:
- domy, v nichž občané bydlí
- průmyslové podniky (vyrábějí zboží ze surovin produkovaných farmami a doly)
- farmy a doly
- turistické atrakce
- hotely pro turisty
- zábavní podniky
- vládní budovy (policejní stanice, armádní budovy, úřady, média…)
- budovy zajišťující infrastrukturu
- budovy zajišťující služby občanům (školy, nemocnice, katedrály…)
- stavby zlepšující životní prostředí (stromy, keře, fontány…)

O stavbu budov se starají zaměstnanci stavebních kanceláří. K postavení každé budovy je nutné zaplatit požadovanou sumu a vybrat volné místo na ostrově, kam se budova vejde.
Dále může hráč vydat některé prezidentské nařízení, která jsou rozdělena do pěti skupin:
- nařízení týkající se lidí (úplatek, zatčení…) – tato nařízení jsou vydávána vždy pro jednoho konkrétního člověka
- zahraničně-politická nařízení zlepšující nebo zhoršující vztahy s USA nebo SSSR
- ekonomická nařízení
- politická nařízení
- sociální nařízení

### Herní režim
Tropico lze hrát ve třech režimech:
- Tutoriál – Velmi snadný ostrov, slouží pro vysvětlení základních herních principů.
- Scénáře – Hráč dostane předem vytvořený ostrov. Na něm má buď splnit nějaký konkrétní úkol (např. vyrobit stanovené množství určité suroviny, dosáhnout stanovené úrovně spokojenosti obyvatel apod.) do určitého časového limitu, anebo se jen udržet u moci do určitého roku – v takovém případě je jeho výkon bodován (podle spokojenosti obyvatel, vydělaných peněz atd.) a po uplynutí stanovené doby se může zapsat do tabulky nejlepších výsledků, pokud tam jeho skóre dosáhlo.
- Vlastní mapa – Hráči je vygenerován ostrov podle podmínek, které si stanoví, a to jak geografické vlastnosti ostrova (výškové rozdíly, zavodnění, nerostné bohatství, počet obyvatel), tak ekonomické a politické podmínky (způsob získání moci, zvláštní okolnosti) a postavu diktátora (jeho vlastnosti a minulost mají pozitivní nebo negativní vliv na některé aspekty ostrova). Je navíc možné si zvolit postavu reálného diktátora z historie, k dispozici jsou následující:
  - Che Guevara
  - Fidel Castro
  - Eva Perón (ve hře se jmenuje Evita de Peron)
  - Hernández Martínez
  - Violeta Chamorro
  - François Duvalier (ve hře je nazýván svou přezdívkou „Papa Doc“)
  - Juan Perón
  - Augusto Pinochet
  - António Salazar
  - Anastasio Somoza García (ve hře se jmenuje Anastasio Somoza Sr.)
  - Manuel Noriega
  - Alfredo Stroessner
  - Rafael Trujillo
  - Lou Bega (nikoli diktátor, ale německý zpěvák latinskoamerického popu, jeho vložení do hry bylo součástí licenčních podmínek, za kterých byla v německé verzi Tropica jedna z jeho písní)

Hra začíná vždy v roce 1950. Rok, v němž skončí, závisí na zvoleném scénáři nebo nastavení generované mapy.

### Technické provedení

#### Zobrazení
Celý ostrov je zobrazen izometricky, je možné jím otáčet o 90 stupňů a zoomovat. Na ostrově jsou vidět všechny postavené budovy a všichni občané (nejsou-li uvnitř budov). U každého občana je možné zobrazit jeho statistiky potřeb a spokojenosti celkové i s jednotlivými prvky života, stejně jako místo jeho zaměstnání, bydlení a politickou příslušnost. K dispozici je také řada přehledů, které na mapě zobrazují vlastnosti jednotlivých částí ostrova (nerostné bohatství, vhodnost půdy k pěstování zvolené plodiny, kriminalita, svoboda…). Je možné si také zobrazit statistický přehled (zobrazuje se automaticky po ukončení každého roku), který obsahuje velké množství podrobných statistik a seznamů.

#### Hudba
Hra přehrává několik písní v latinskoamerickém stylu, které nazpíval Daniel Indart. V roce 2002 hra získala ocenění v kategorii originální hudby v anketě Interactive Achievement Awards.